# 弗蘭奇·希爾
弗蘭奇·希爾（英語：French Hill；1956年12月5日—）是美国的一位政治人物。自2015年開始，他是阿肯色州第2選舉區選出的美國眾議院議員。他的黨籍是共和黨。他的2014年的眾議員選舉中首次當選。希爾畢業於范德堡大學。